# لين يي
لين يي هي لاعبة تنس الطاولة صينية، ولدت في 1 فبراير 1996 في لياونينغ في الصين.